# Cuncy-lès-Varzy

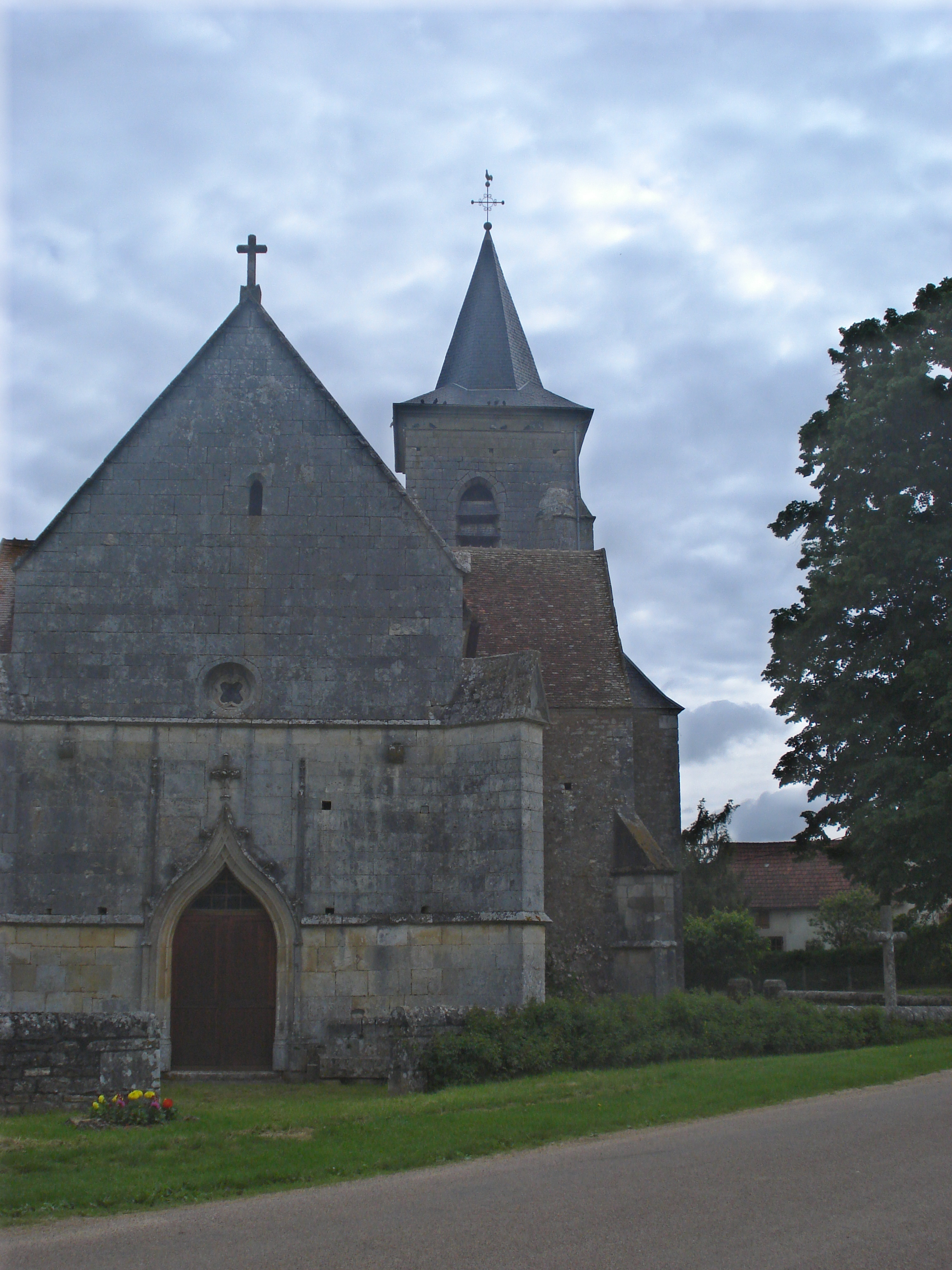
Cuncy-lès-Varzy: de kerk St.Martin

Cuncy-lès-Varzy is een gemeente in het Franse departement Nièvre (regio Bourgogne-Franche-Comté) en telt 150 inwoners (2009). De plaats maakt deel uit van het arrondissement Clamecy.

## Geografie
De oppervlakte van Cuncy-lès-Varzy bedraagt 15,7 km², de bevolkingsdichtheid is 9,8 inwoners per km².
De onderstaande kaart toont de ligging van Cuncy-lès-Varzy met de belangrijkste infrastructuur en aangrenzende gemeenten.

## Demografie
Onderstaande figuur toont het verloop van het inwonertal (bron: INSEE-tellingen).

## Geschiedenis
Cuncy-lès-Varzy had een romaanse kerk, die eigendom was van het kartuizerklooster van Reconfort en die al in 1143 werd vermeld. Zelfstandig geworden, kreeg het plaatsje in de 16e eeuw een mooi kerkje, gewijd aan Sint Martinus. Het gotische kerkje heeft een flamboyant voorportaal en bezit nog de oorspronkelijke glas-in-loodramen, die op de lijst van historische monumenten staan.
Cuncy-lès-Varzy ligt op de pelgrimsroute van Vézelay naar Santiago de Compostella
De dorpswasplaats met zijn zuilen is heel apart van stijl.